# Gonada
Gonada is een geslacht van vlinders van de familie sikkelmotten (Oecophoridae), uit de onderfamilie Depressariinae.

## Soorten
- G. cabima Busck, 1912
- G. falculinella Busck, 1911
- G. flavidorsis Meyrick, 1930
- G. phosphorodes Meyrick, 1922
- G. pyronota Meyrick, 1924
- G. rubens Meyrick, 1916